# Пам'ятник Олександру III (яйце Фаберже)
Великоднє яйце «Пам'ятник Олександру III» (або «Кінний пам'ятник Олександру III») — ювелірний виріб, виготовлений фірмою Карла Фаберже на замовлення російського імператора Миколи II у 1910 році як великодній подарунок для матері імператора Марії Федорівни. Містить мініатюрну копію пам'ятника Олександру III, що був встановлений у 1909 році в Санкт-Петербурзі.

## Дизайн
Яйце виточене із гірського кришталю і прикрашене в стилі Ренесансу. Верхню частину покриває платинове трельяжне мереживо з дрібними діамантами на перехрестях, оторочене китицями, і вінчає великий діамант в обрамлені розетки з листя аканта і смужок дрібних діамантів. Під діамантом гравірований рік — «1910». По боках яйця розміщені дві платинові консолі у вигляді геральдичних двоголових орлів з коронами, інкрустованими діамантами. На квадратній профільній підставці із гірського кришталю яйце утримують чотири крилаті напівфігури херувимів. 
Кришталева поверхня яйця витончено гравірована класичними орнаментами і гілками лавру, залишаючи прозорі частини, щоб показати сюрприз всередині яйця — золоту копію пам'ятника імператору Олександру III, спорудженого в 1909 році на Знаменській площі Санкт-Петербурга. Прямокутний постамент пам'ятника виготовлений з синього лазуриту і прикрашений двома смужками дрібних діамантів.

## Історія
Марія Федорівна отримала великоднє яйце «Пам'ятник Олександру III» в подарунок від свого сина Миколи II на Великдень 1910 року. Воно стало четвертим з виготовлених для Марії Федорівни яєць, що були присвячені пам'яті її покійного чоловіка. Інші три:
- «Портрети Олександра III» (1896, загублене) або «Дванадцять монограм», яке згідно з новою версією ототожнюють з яйцем «Портрети Олександра III»;
- «Імператорське Нефритове» (1902, загублене);
- «Пам'ятне Олександра III» (1909, загублене).

Яйце «Пам'ятник Олександру III» ніколи не продавалось і після конфіскації з 1927 року перебуває в Збройовій палаті Кремля в Москві. 